# Sonntagsrätsel
 (novembre 2014).
Sonntagsrätsel, littéralement « l'énigme du dimanche », est un jeu radiophonique allemand créé en 1965. Il est encore diffusé chaque dimanche matin sur la station de radio de service public Deutschlandradio Kultur.

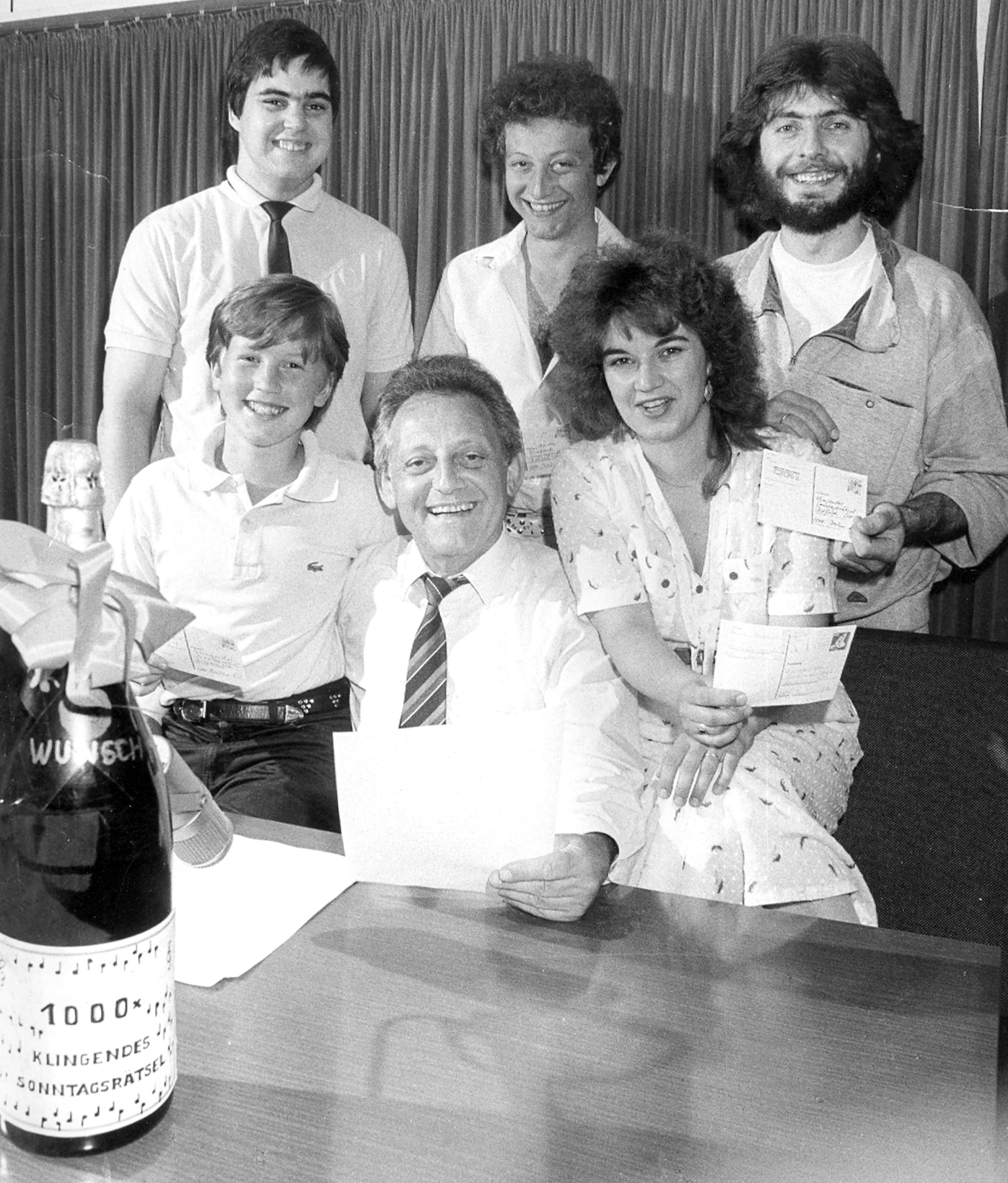
Hans Rosenthal, animateur historique de l'émission, lors du 1000e numéro de l'émission vers 1980.

L'émission a été présentée de 1965 à 1987 par Hans Rosenthal (de) et de 1987 à 2012 par Christian Bienert (de). Elle est animée depuis 2012 par Uwe Wohlmacher (de), qui l'animait durant l'été depuis 2010.